# Jan Feršman
Jan Feršman (15. května 1826 Konopiště – 16. dubna 1889 Benešov) byl rakouský politik české národnosti z Čech, poslanec Českého zemského sněmu.

## Biografie
V roce 1845 absolvoval reálnou školu v Praze. Byl pak osobním přítelem jejího ředitele Josefa Wenziga. Začal studoval techniku, ale roku 1846 musel studia kvůli oční chorobě opustit. Nastoupil na praxi na konopišťské panství. Působil jako statkář v Dlouhém Poli, kde roku 1848 převzal od svého otce hospodářský dvůr. Byl tehdy spolu s Karlem Drahotínem Villanim veřejně aktivní v českém národním hnutí. Stal se praporečníkem Národní gardy v Benešově. V 60. letech byl po zavedení okresní samosprávy zvolen do okresního výboru a působil i jako náměstek okresního starosty. V roce 1867 byl rakouskými úřady vyšetřován pro svou účast na táboru lidu na Blaníku. Vyšetřování ale bylo zastaveno. Roku 1867 se stal okresním starostou, ale nezískal potvrzení do funkce. Byl členem mnoha spolků a byl odborníkem v oboru pomologie.
V 80. letech se zapojil i do vysoké politiky. V doplňovacích volbách v roce 1884 byl zvolen na Český zemský sněm, kde zastupoval kurii venkovských obcí, obvod Benešov, Neveklov, Vlašim. Nahradil Františka Neubauera. Byl členem staročeské strany.
Zemřel na „močokrevnost“ (urémii, selhání ledvin) 16. dubna 1889 v Benešově, u svého syna JUDr. Ladislava Feršmana.
Syn Václav Feršman (1853–1927) pracoval jako středoškolský profesor na hospodářské škole v Táboře a publikoval odborné texty na téma zemědělského hospodaření.

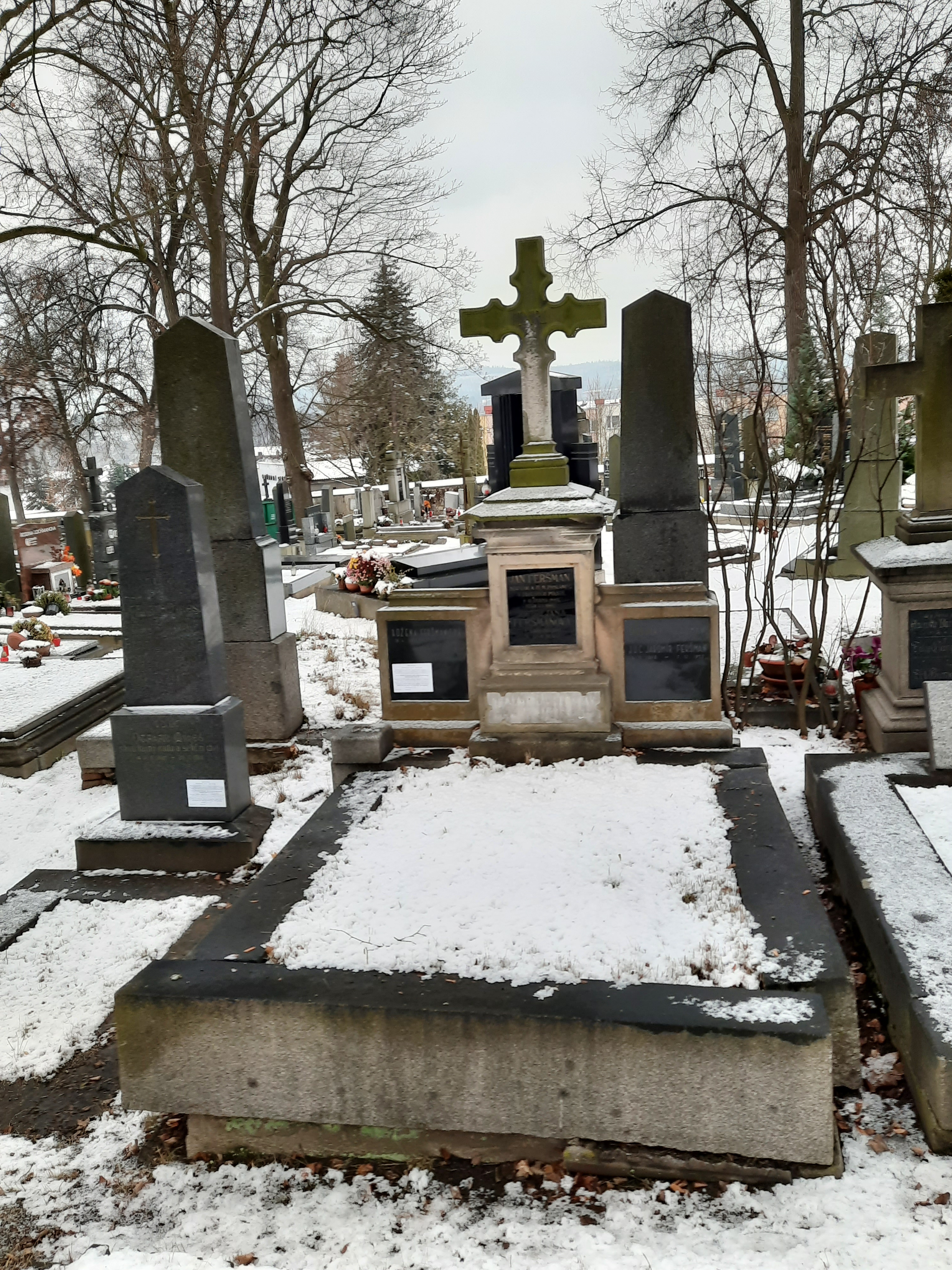
Hrobka rodiny Jana Feršmana na Starém městském hřbitově v Benešově

Zemřel 16. dubna 1889 v Benešově a byl pohřben v rodinné hrobce na zdejším Starém městském hřbitově.